# Cariblatta inexpectata
Cariblatta inexpectata es una especie de cucaracha del género Cariblatta, familia Ectobiidae.

## Distribución
Esta especie se encuentra en Brasil (Río de Janeiro y Bahía).